# 5pb.
5pb. (株式会社5pb., Kabushiki gaisha 5pb., The Five powered & basics.) était un studio de développement japonais de jeux vidéo ainsi qu'un label discographique pour musiques d'anime et de jeux vidéo. L'entreprise est fondée le 6 avril 2005 par Chiyomaru Shikura. Elle fut ensuite renommée en Mages.
L'entreprise était divisée en deux entités, 5pb. Games pour le développement de jeux vidéo, et 5pb. Records pour son label discographique.

## Artistes musicaux
- Afilia Saga
- Artery Vein (Eri Kitamura et Asami Imai)
- Asriel
- Ayane
- Ayumu
- Cyua
- DG-10
- fripSide
- Akiko Hasegawa
- Rina Hidaki
- Himeka
- Asami Imai
- Mio Isayama
- Kanako Itō
- Kaori
- Kicco
- KOKOMI
- Riyu Kosaka
- Marina
- Ui Miyazaki
- Haruko Momoi
- Ayumi Murata
- Nao
- Sakura Nogawa
- Romanxia
- Yui Sakakibara
- Asami Shimoda
- Velforest
- Zwei

## 5pb. Games

### Jeux pour ordinateurs
| Titre                            | Développeurs      | Plates-formes | Date de sortie | Regions    |
| -------------------------------- | ----------------- | ------------- | -------------- | ---------- |
| Chaos;Head                       | 5pb., Nitroplus   | Windows PC    | Avril 2008     | JP         |
| Steins;Gate                      | 5pb., Nitroplus   | Windows PC    | Août 2010      | JP, AN     |
| Memories Off: Yubikiri no Kioku  | 5pb.              | Windows PC    | Juin 2011      | TW         |
| Steins;Gate Hen'ikuukan no Octet | 5pb., M2, WamSoft | Windows PC    | Octobre 2011   | JP         |
| Infinite Stratos: Versus Colors  | 5pb.              | Windows PC    | Décembre 2014  | JP         |
| Phantom Breaker: Battle Grounds  | 5pb., Mages.      | Windows PC    | Mars 2015      | JP, NA, EU |
| Psycho-Pass: Mandatory Happiness | 5pb.              | Windows PC    | Mai 2015       | JP, NA, EU |
| Chaos;Child                      | 5pb.              | Windows PC    | Avril 2016     | JP, EU     |

### Jeux pour consoles
| Titre                                               | Développeurs               | Plates-formes                          | Date de sortie   | Régions            |
| --------------------------------------------------- | -------------------------- | -------------------------------------- | ---------------- | ------------------ |
| Que: Fairy of Ancient Leaf                          | PrincessSoft               | PlayStation 2                          | Juin 2007        | JP                 |
| Memories Off 5 encore                               | KID, CyberFront            | PlayStation 2                          | Juillet 2007     | JP                 |
| Umishō                                              | 5pb.                       | PlayStation 2                          | Novembre 2007    | JP                 |
| Your Memories Off: Girl's Style                     | KID                        | PlayStation 2                          | Janvier 2008     | JP                 |
| Night Wizard! The Video Game: Denial of the World   | FarEast Amusement Research | PlayStation 2                          | Février 2008     | JP                 |
| Prism Ark: Awake                                    | Pajamas Soft               | PlayStation 2                          | Avril 2008       | JP                 |
| Kanokon Esuii                                       | 5pb.                       | PlayStation 2                          | Juillet 2008     | JP                 |
| L no Kisetsu 2: Invisible Memories                  | Tonkin House               | PlayStation 2                          | Juillet 2008     | JP                 |
| Memories Off 6: T-wave                              | KID                        | PlayStation 2                          | Août 2008        | JP                 |
| Monochrome Factor: Cross Road                       | 5pb.                       | PlayStation 2                          | Novembre 2008    | JP                 |
| Chaos;Head Noah                                     | 5pb., Nitroplus            | Xbox 360, PlayStation 3                | Février 2009     | JP                 |
| DoDonPachi Dai Ou Jou Black Label Extra             | 5pb., Cave                 | Xbox 360                               | Février 2009     | JP                 |
| 11eyes CrossOver                                    | Lass                       | Xbox 360                               | Avril 2009       | JP                 |
| Hakushaku to Yōsei: Yume to Kizuna ni Omoi o Hasete | 5pb.                       | PlayStation 2                          | Avril 2009       | JP                 |
| Hyakko: Yorozuya Jikenbo                            | 5pb.                       | PlayStation 2                          | Avril 2009       | JP                 |
| Skip Beat!                                          | 5pb.                       | PlayStation 2                          | Mai 2009         | JP                 |
| Lucian Bee's: Resurrection Supernova                | HuneX, 5pb.                | PlayStation 2                          | Juillet 2009     | JP                 |
| Memories Off 6: Next Relation                       | KID                        | PlayStation 2, Xbox 360                | Août 2009        | JP                 |
| Memories Off 6: T-wave                              | KID                        | Xbox 360                               | Août 2009        | JP                 |
| Steins;Gate                                         | 5pb., Nitroplus            | Xbox 360, PlayStation 3                | Octobre 2009     | JP, TW             |
| Tayutama: Kiss on my Deity                          | Lump of Sugar              | Xbox 360                               | Novembre 2009    | JP                 |
| Chaos;Head Love Chu Chu!                            | 5pb., Nitroplus            | Xbox 360, PlayStation 3                | Mars 2010        | JP                 |
| Ketsui: Kizuna Jigoku Tachi Extra                   | 5pb., Tachyon, Cave        | Xbox 360                               | Avril 2010       | JP                 |
| Lucian Bee's: Evil Violet                           | HuneX, 5pb.                | PlayStation 2                          | Mai 2010         | JP                 |
| Lucian Bee's: Justice Yellow                        | HuneX, 5pb.                | PlayStation 2                          | Mai 2010         | JP                 |
| W.L.O. Sekai Renai Kikō                             | Akabeisoft2, 5pb.          | Xbox 360                               | Juin 2010        | JP                 |
| Memories Off: Yubikiri no Kioku                     | 5pb., Cyberfront           | Xbox 360                               | Juillet 2010     | JP, HK, TW         |
| Sharin no Kuni, Himawari no Shōjo                   | Akabeisoft2, 5pb.          | Xbox 360                               | Octobre 2010     | JP                 |
| Bullet Soul                                         | Tachyon, 5pb.              | Xbox 360                               | Avril 2011       | JP                 |
| Phantom Breaker                                     | 5pb.                       | Xbox 360, PlayStation 3                | Juin 2011        | JP, HK, TW, NA     |
| Steins;Gate: Hiyoku Renri no Darling                | 5pb.                       | Xbox 360, PlayStation 3                | Juin 2011        | JP                 |
| Dunamis 15                                          | 5pb.                       | PlayStation 3, Xbox 360                | Septembre 2011   | JP                 |
| Muv-Luv                                             | âge, 5pb.                  | Xbox 360                               | Octobre 2011     | JP                 |
| Muv-Luv Alternative                                 | âge, 5pb.                  | Xbox 360                               | Octobre 2011     | JP                 |
| Ever 17: The Out of Infinity                        | KID, CyberFront, 5pb.      | Xbox 360                               | Décembre 2011    | JP                 |
| Beyond the Future: Fix the Time Arrows              | 5pb.                       | PlayStation 3                          | Décembre 2011    | JP                 |
| Robotics;Notes                                      | 5pb.                       | PlayStation 3, Xbox 360                | Juin 2012        | JP                 |
| Phantom Breaker Battle Grounds                      | Division2, 5pb.            | PSN, XBLA                              | Février 2013     | JP, US             |
| Disorder 6                                          | 5pb.                       | PlayStation 3, Xbox 360                | Août 22, 2013    | JP                 |
| Liberation Maiden Sin                               | 5pb.                       | PlayStation 3                          | Septembre 2013   | JP                 |
| Hero X Battle Princess                              | 5pb.                       | PlayStation 3                          | 2013             | JP                 |
| Phantom Breaker: Extra                              | 5pb.                       | PlayStation 3, Xbox 360                | Septembre 2013   | JP                 |
| Eiyuu*Senki                                         | Tenko, 5pb.                | PlayStation 3                          | Septembre 2013   | JP                 |
| Oretachi ni Tsubasa wa Nai                          | Navel, 5pb.                | PlayStation 3                          | 2013             | JP                 |
| Bullet Soul Infinite Burst                          | Tachyon, 5pb.              | Xbox 360                               | Avril 2014       | JP, NA             |
| Chaos;Child                                         | 5pb.                       | Xbox One, PlayStation 3, PlayStation 4 | 18 décembre 2014 | JP, NA, EU         |
| Psycho-Pass: Mandatory Happiness                    | 5pb.                       | Xbox One, PlayStation 4                | 28 mai 2015      | JP, TW, HK, NA, EU |
| Steins;Gate 0                                       | 5pb.                       | PlayStation 3, PlayStation 4, Xbox One | 10 décembre 2015 | JP, NA, EU         |
| New Game! The Challenge Stage                       | 5pb.                       | PlayStation 4                          | 21 janvier 2017  | JP                 |
| Anonymous;Code                                      | 5pb.                       | TBA                                    | TBA              | JP                 |
| Occultic;Nine                                       | 5pb.                       | TBA                                    | TBA              | JP                 |

### Jeux pour consoles portables
| Titre                                                     | Développeur                                 | Plates-formes                                        | Date de sortie                   | Régions                 |
| --------------------------------------------------------- | ------------------------------------------- | ---------------------------------------------------- | -------------------------------- | ----------------------- |
| Memories Off                                              | KID                                         | PlayStation Portable                                 | Mai 2008                         | JP                      |
| Memories Off 2nd                                          | KID                                         | PlayStation Portable                                 | Mai 2008                         | JP                      |
| Ghost Hound DS                                            | 5pb.                                        | Nintendo DS                                          | Juillet 2008                     | JP                      |
| Memories Off: Sorekara                                    | KID                                         | PlayStation Portable                                 | Août 2008                        | JP                      |
| Omoide ni Kanata Kimi: Memories Off                       | KID                                         | PlayStation Portable                                 | Août 2008                        | JP                      |
| Memories Off 5: Togireta Film                             | KID                                         | PlayStation Portable                                 | Janvier 2009                     | JP                      |
| Your Memories Off: Girl's Style                           | KID                                         | PlayStation Portable                                 | Février 2009                     | JP                      |
| Kemeko Deluxe! DS: Yome to Mecha to Otoko to Onna         | Suzak                                       | Nintendo DS                                          | Février 2009                     | JP                      |
| KimokawaE!                                                | 5pb.                                        | Nintendo DS                                          | Mars 2009                        | JP                      |
| Memories Off After Rain                                   | KID                                         | PlayStation Portable                                 | Juin 2009                        | JP                      |
| Item Getter: Bokura no Kagaku to Mahō no Kankei           | 5pb., Aspect                                | Nintendo DS                                          | Août 2009                        | JP                      |
| Memories Off 6: T-wave                                    | KID                                         | PlayStation Portable, iPod Touch                     | Août 2009                        | JP, Monde (iOS)         |
| Memories Off 5 encore                                     | KID                                         | PlayStation Portable                                 | Septembre 2009                   | JP                      |
| Taishō Baseball Girls                                     | Suzak                                       | PlayStation Portable                                 | Octobre 2009                     | JP                      |
| L no Kisetsu W pocket                                     | 5pb.                                        | PlayStation Portable                                 | Novembre 2009                    | JP                      |
| 11eyes CrossOver                                          | Lass                                        | PlayStation Portable, iPod Touch                     | Janvier 2010                     | JP, Monde (iOS)         |
| Chaos;Head Noah                                           | 5pb., Nitroplus                             | PlayStation Portable, iOS, Android                   | Juin 2010                        | JP, Monde (iOS/Android) |
| Corpse Party: Blood Covered Repeated Fear                 | Team Gris Gris, 5pb.                        | PlayStation Portable, iPod Touch                     | Août 2010                        | JP, AN, Monde (iOS)     |
| Memories Off 6: Next Relation                             | 5pb.                                        | PlayStation Portable                                 | Octobre 2010                     | JP                      |
| Lucian Bee's: Resurrection Supernova                      | HuneX, 5pb.                                 | PlayStation Portable                                 | Octobre 2010                     | JP                      |
| Lucian Bee's: Evil Violet                                 | HuneX, 5pb.                                 | PlayStation Portable                                 | Octobre 2010                     | JP                      |
| Lucian Bee's: Justice Yellow                              | HuneX, 5pb.                                 | PlayStation Portable                                 | Octobre 2010                     | JP                      |
| Pastel Chime Continue                                     | AliceSoft, 5pb.                             | PlayStation Portable                                 | Décembre 2010                    | JP                      |
| Chaos;Head Love Chu Chu!                                  | 5pb., Nitroplus                             | PlayStation Portable                                 | Janvier 2011                     | JP                      |
| Memories Off: Yubikiri no Kioku                           | 5pb., Cyberfront                            | PlayStation Portable                                 | Mai 2011                         | JP                      |
| Steins;Gate Hiyoku Renri no Darling                       | 5pb., Nitroplus                             | PlayStation Portable, PlayStation Vita               | Juin 2011 (PSP), mars 2013 (PSV) | JP                      |
| Steins;Gate                                               | 5pb., Nitroplus (édité par Kadokawa Shoten) | PlayStation Portable, iOS, PlayStation Vita, Android | Juin 2011 (PSP), mars 2013 (PSV) | JP, Monde (iOS/Android) |
| Corpse Party: Book of Shadows                             | Team Gris Gris, 5pb.                        | PlayStation Portable                                 | Septembre 2011                   | JP, AN                  |
| Beyond the Future: Fix the Time Arrows                    | 5pb.                                        | PlayStation Portable                                 | Decembre 2011                    | JP                      |
| Corpse Party: Sachiko’s Game of Love Hysteric Birthday 2U | Team Gris Gris, 5pb.                        | PlayStation Portable                                 | Août 2012                        | JP                      |
| Bravely Default                                           | Silicon Studio, 5pb. (scénario)             | Nintendo 3DS                                         | Octobre 2012                     | JP, AN, EU              |
| Robotics;Notes                                            | 5pb.                                        | PlayStation Vita                                     | Juin 2012                        | JP                      |
| Haiyore! Nyaruko-san Meijoshigatai Game no Yona Mono      | 5pb.                                        | PlayStation Vita                                     | Mai 2013                         | JP                      |
| Steins;Gate: Linear Bounded Phenogram                     | 5pb.                                        | PlayStation Vita, iOS                                | 28 novembre 2013                 | JP                      |
| Corpse Party: Blood Drive                                 | Team Gris Gris, 5pb.                        | PlayStation Vita                                     | 24 juillet 2014                  | JP, NA, EU, KR          |
| Psycho-Pass: Mandatory Happiness                          | 5pb.                                        | PlayStation Vita                                     | 28 mai 2015                      | JP, NA, EU              |
| Chaos;Child                                               | 5pb.                                        | PlayStation Vita                                     | Juin 2015                        | JP                      |
| Steins;Gate 0                                             | 5pb.                                        | PlayStation Vita                                     | 10 décembre 2015                 | JP, US, EU              |
| Plastic Memories                                          | 5pb.                                        | PlayStation Vita                                     | 13 octobre 2016                  | JP                      |
| New Game! The Challenge Stage                             | 5pb.                                        | PlayStation Vita                                     | 21 janvier 2017                  | JP                      |